# طواف إيطاليا 2005
طواف إيطاليا 2005 هو سباق دراجات هوائية أقيم في إيطاليا بتاريخ 7 – 29 مايو، تكون السباق من 20 مرحلة وامتدّ لمسافة 3447.15 كم بسرعة 37.37 كم/س، استغرق السباق 91 ساعة 25 دقيقة 51 ثانية.فاز به الإيطالي باولو سافولديلي.

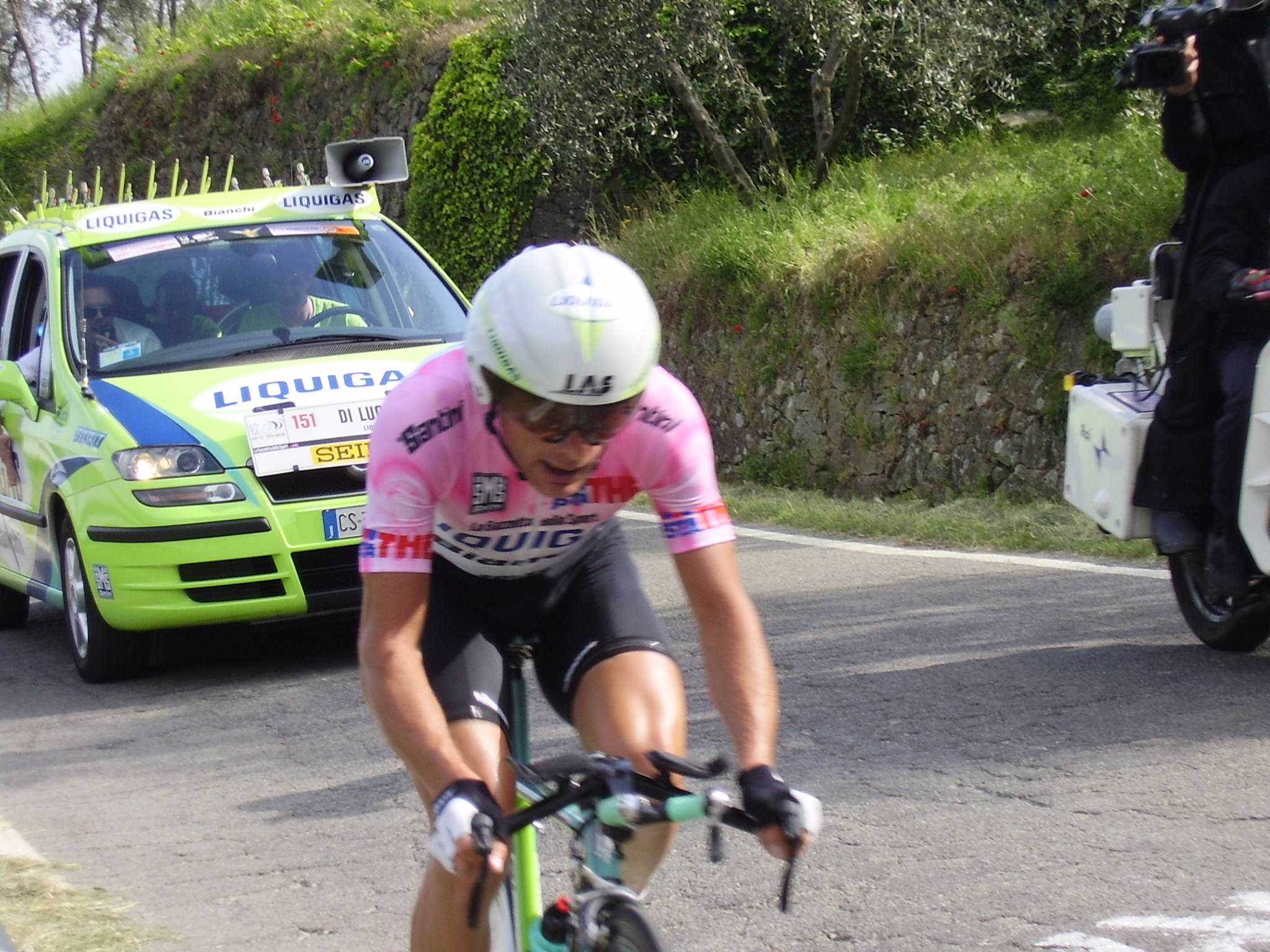
لقطة من السباق.